# Wilhelm Knoll (Mediziner)
Wilhelm Knoll (* 29. Januar 1876 in Frauenfeld; † 29. September 1958 in Alpnachstad) war ein Schweizer Militär- und Sportarzt, der von 1929 bis 1945 Professor an der Universität Hamburg war.

## Leben
Knoll studierte Medizin in Zürich, Basel, Prag, Straßburg und Tübingen bis zum Staatsexamen 1903 und zur Promotion 1904 in Zürich. Er wurde Assistent in Zürich, Konstanz und Tübingen. 1905–11 arbeitete er als Arzt in Frauenfeld, 1912–14 als leitender Arzt des Sanatoriums Adelheid und der Zürcher Heilstätte in Unterägeri. Dann wirkte er als Kriegschirurg während des Ersten Weltkrieges mit Einsätzen in deutschen und österreichischen Lazaretten. Ab 1916 bis 1929 war er Chefarzt der Bündner Heilstätte für Tuberkulose in Arosa.
Knoll gilt als Pionier der Sportmedizin. Das Ziel war eine Verbindung der allgemeinen Volksgesundheit mit dem Sport, der Leistungssteigerung, der Arbeitsphysiologie und dem Wehrwillen. Nach dem Ersten Weltkrieg begann er Schweizer Militärpatrouillen und Skilangläufer zu untersuchen, gründete 1922 die Sportärztliche Kommission des Schweizerischen Landesverbandes für Leibesübungen und bei den Olympischen Winterspielen 1928 in St. Moritz mit 50 Ärzten aus elf Ländern die Internationale Sportärztliche Vereinigung. Mit Unterstützung der chemischen Industrie führte er sportmedizinische Untersuchungen an den Wettkämpfen durch und publizierte weltweit die ersten Ergebnisse ihrer Art, die später auch eine Grundlage für Doping im Sport wurden. Er wurde der erste Präsident des Weltverbands der Sportmedizin von 1928 bis 1930.
Am 1. Juli 1929 wurde der Badearzt zum ersten Sportmediziner des 1925 an der Universität Hamburg neu gegründeten Instituts für Leibesübungen als außerordentlicher Professor berufen. Zusammen mit Arno Arnold gab er das Buch „Normale und pathologische Physiologie der Leibesübungen“, eines der ersten sportmedizinischen Lehrbücher, heraus. Als Institutsleiter setzte er 1935 das Promotionsrecht für das Fach Sportwissenschaft durch. Nach der Teilung des Instituts 1936 wurde er Direktor des neu gegründeten Sportmedizinischen Instituts, welches an den Fachbereich Medizin verlagert wurde. Hier war er auch für die Sportmedizin im Rahmen des olympischen Freizeitkongress (KdF) in Hamburg am Rande der Olympischen Spiele in Berlin zuständig. Seit 1939 gab er die Zeitschrift Gesundheitsführung des deutschen Volkes heraus. Er gehörte dem Senat der Kolonialärztlichen Akademie und ab Ende 1942 der Deutschen Gesellschaft für Konstitutionsforschung an. Mit seiner aus politischen Gründen erfolgten Emeritierung im Jahre 1945 ging diese Stelle der Sportmedizin wieder verloren.
Knoll bekannte sich zum Nationalsozialismus und unterstrich dies mit antisemitischen Parolen. Seine Position zu den Geschlechterverhältnissen ordnet sich dabei nahtlos ein. Er war der Auffassung, dass „der Mann immer der Hauptträger … des Sports bleiben wird“. Der Mann sei „der geborene Kämpfer, der sich und seinem Volk Lebensraum schafft“. Die Frau sei „die Hüterin dessen, was der Mann geschaffen hat“. Der Mann boxt oder ringt, die Frau tanzt. Erfolgreiche Frauen im Leistungssport seien eher „männliche Scheinzwitter“; davon sei der internationale Sport zu reinigen.
Nach der Machtübergabe an die Nationalsozialisten trat er zum 1. Mai 1933 der NSDAP bei (Mitgliedsnummer 3.027.637) und war Förderndes Mitglied der SS. Im November 1933 unterzeichnete er das Bekenntnis der deutschen Professoren zu Adolf Hitler.
Nach 1945 in der Schweiz zurück, beteiligte er sich am Aufbau des Sportmedizinischen Zentrums in Magglingen. Sein Nachlass ruht dort für die Öffentlichkeit nicht zugänglich. Bedenkliches Material wurde aussortiert und vernichtet.